# Greg Howe
Gregory Howe (New York City, 8 de Dezembro de 1963) é um guitarrista virtuoso estadunidense. Instrumentista extremamente técnico e veloz, Howe é considerado o inventor de uma técnica chamada “hammer-on from nowhere”, que é um hammer-on feito sem palheta..
Seu álbum de estréia (Greg Howe, de 1988), foi considerado pela Revista Guitar World um dos "Top 10 Classic Shred Albums" de todos os tempos, em um ranking divulgado em 2009. Após este álbum, seu estilo evoluiu do rock instrumental puro para adicionar influências de jazz-fusion e funk. 
Em 2015, Howe figurou na 10a posição do ranking "Top 10 Pick Squealers of All Time", elaborado pela Revista Guitar World.

## Howe II
Howe II é uma banda de hard rock clássico formada por Greg Howe com seu irmão, Albert Howe, que é vocalista. Juntos, eles gravaram 2 álbuns (High Gear, em 1989, e Now Hear This, em 1991), ambos com o selo Shrapnel Records.

## Discografia
| - 1988: Greg Howe - 1993: Introspection - 1994: Uncertain Terms - 1995: Parallax - 1996: Five - 1999: Ascend - 2000: Hyperacuity - 2006: Collection: The Shrapnel Years (coletânea) - 2008: Sound Proof - 2017: Wheelhouse | - 1989: High Gear - 1991: Now Hear This - 2013: Maragold - 1995: Tilt - 1997: Project - 2003: Extraction |

### Participações em outros projetos
| - 1996: Convergence – James Murphy - 1997: High Definition – Vitalij Kuprij - 2001: Gentle Hearts – Tetsuo Sakurai - 2004: Rhythm of Time – Jordan Rudess - 2004: A Guitar Supreme – various guitarists compilation | - 2004: The Spirit Lives On – Jimi Hendrix tribute - 2004: Gentle Hearts Tour 2004 – Tetsuo Sakurai - 2005: Visions of an Inner Mounting Apocalypse: A Fusion Guitar Tribute – various guitarists compilation - 2006: Io Canto – Laura Pausini - 2008: Collection – Jason Becker | - 2008: Clean – Dave Martone - 2009: Out of Oblivion – Ethan Brosh - 2010: Vital World – Tetsuo Sakurai - 2011: Immortal – Michael Jackson - 2017: Protocol IV – Simon Phillips |